# Жозеф Аталь
Джозеф Атале (фр. Joseph Athale, нар. 11 липня 1995) — французький футболіст, півзахисник клубу «Єнген Спорт». Виступав, зокрема, за клуби «Гаїча» та «Мажента», а також національну збірну Нової Каледонії.

## Клубна кар'єра
У дорослому футболі дебютував 2013 року виступами за команду клубу «Гаїча», в якій провів один сезон. 
Своєю грою за цю команду привернув увагу представників тренерського штабу клубу «Лоссі», до складу якого приєднався 2015 року. 2016 року уклав контракт з клубом «Етр», у складі якого провів наступні жодного років своєї кар'єри гравця. З 2017 року два сезони захищав кольори команди клубу «Мажента». 
До складу клубу «Єнген Спорт» приєднався 2019 року. Відзначився голом у 7-у раунді Кубку Франції у воротах «АСПВ Старсбур». Також виступав на клубному чемпіонаті світу 2019, де відіграв увесь матч проти «Ас-Садду».

## Виступи за збірні
2014 року залучався до складу молодіжної збірної Нової Каледонії.
25 березня 2016 року дебютував у складі національної збірної Нової Каледонії в програному (0:1) Вануату. Також залучається до матчів збірної Нової Каледонії з пляжного футболу.
У складі збірної був учасником кубка націй ОФК 2016 року у Папуа Новій Гвінеї.

## Титули і досягнення
- Переможець Тихоокеанських ігор: 2015